# Anza (missile)
L'Anza (en français : « lance »), est le nom d'une série de missiles sol-air portatifs à très courte portée produits par le Pakistan. Guidé par infrarouges, l'Anza est utilisé pour la défense antiaérienne à basse altitude,.

## Historique et développement
Les systèmes Anza sont fabriqués par les laboratoires de recherche de Kahuta (KRL), où ils sont la principale source d'activité de l'usine, en matière d'armements conventionnels.
À l'origine, le développement fut pris en charge pour éliminer la dépendance du pays vis-à-vis des importations de systèmes étrangers, dont le prix était assez élevé. Différentes versions de l'Anza sont actuellement en service au sein des forces armées pakistanaises, le standard Mk.III étant la version la plus récente.
Ce missile est également disponible à l'export, la Malaisie étant à l'heure actuelle son seul client connu, après avoir reçu une centaine d'exemplaires de la version « Mk.I » en 2002 et, plus tard, 500 exemplaires supplémentaires, ces derniers étant des « Mk.II »,.
Des sources affirment que l'Anza Mk.II (la deuxième version) fut co-développée dans un projet commun par le Pakistan et la Chine. Pervez Musharraf avait établi que le Pakistan était en collaboration avec la Corée du Nord, pour la production d'armes conventionnelles, au moment où le missile Anza fut développé.
L'Anza Mk.I entra en service dans l'armée pakistanaise en janvier 1990,,, suivi par le « Mk.II » en septembre 1994. La production en série du « Mk.III » pour l'armée pakistanaise fut annoncée en 2006.
Ces dernières années, le Pakistan a fait beaucoup de publicité pour son missile, afin de tenter de vendre des séries à l'export : l'Anza était visible à l'IDEX 2007 (International Defense Exhibition), aux Émirats arabes unis, et au salon de la défense IDEAS 2008 au Pakistan,.

## Caractéristiques

### Système d'aide à l'entraînement
Le Mk.II est apprécié pour sa particularité à inclure un système de simulateur d'entraînement, l'ATS-II. Ce système comporte un jeu de 4 missiles d'exercice, quatre unités de mise à feu, des batteries terrestres simulées, des câbles d'interconnexion et un système de contrôle, gestion et enregistrement des résultats géré par ordinateur. Il inclut également un simulateur de cibles très astucieux, constitué d'une boule électrique émettant des radiations infrarouges et se déplaçant le long d'un câble placé en hauteur.

La « cible » peut aussi être un drone à haute vitesse HISAT-DK (High Speed Aerial Target Drone), dont le niveau de maintenance est faible et le coût d'exploitation raisonnable. Il est dirigé par une équipe de 4 hommes utilisant des pod's de poursuite optique. Même si ces drones ont une vocation à servir de fausses cibles pour les missiles portatifs, ils sont également employés pour l'entraînement des personnels au tir de soutien d'artillerie.

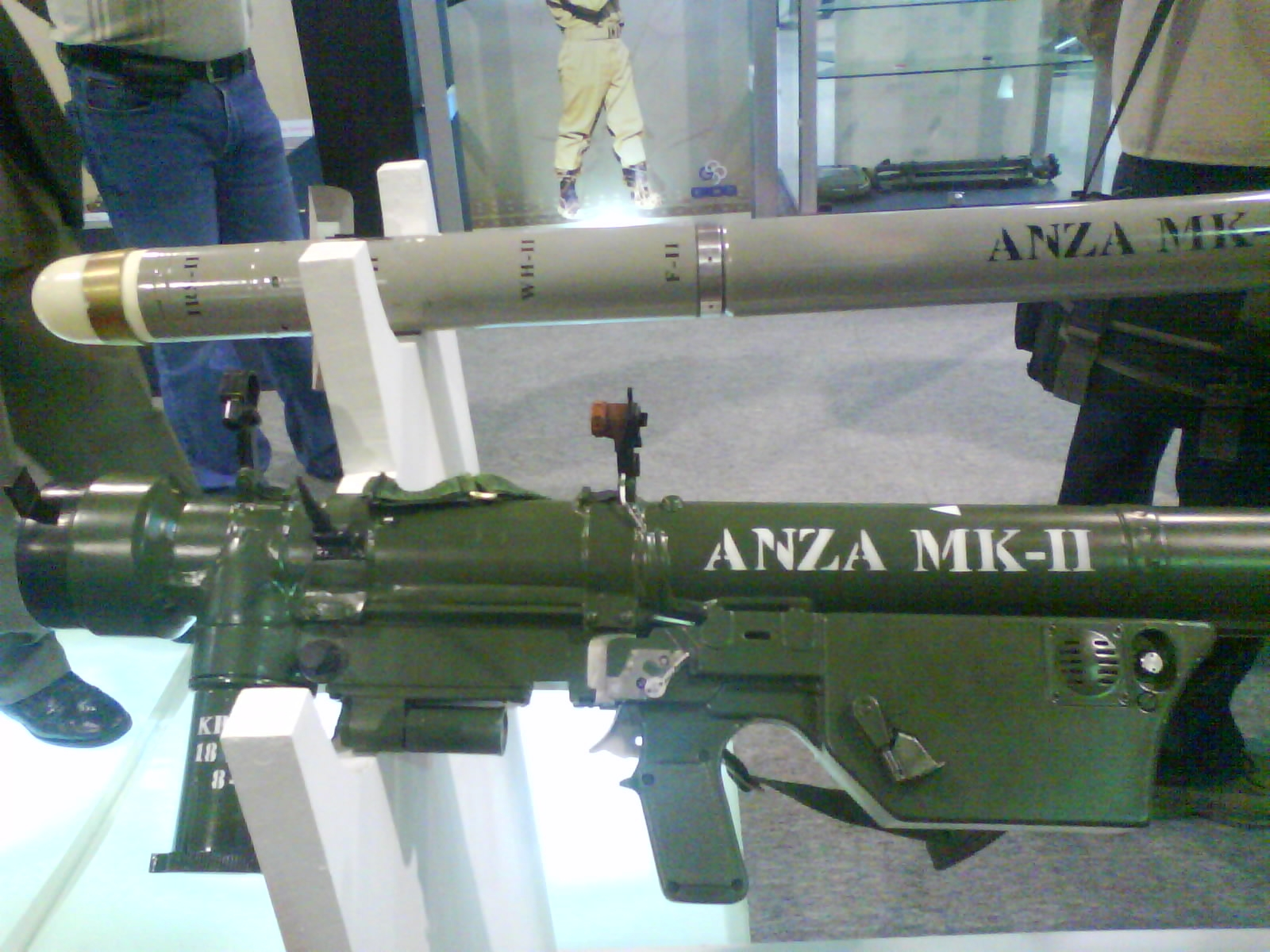
Missile Sol-Air portatif Anza Mk.II, exposé au salon de la défense IDEAS 2008, au Pakistan.

### Versions
- Anza Mk.I : Le premier MANPADS (MAN Portable Air Defense System - Système de défense aérienne portatif) produit par le Pakistan pour son armée. On suppose que son développement a été assisté par la Chine[23] et le concept est extrêmement proche à celui du missile chinois HN-5B[24]. D'après une source britannique, l'Anza serait une copie du missile soviétique 9K32 Strela-2[25]. Approximativement 1 000 Anza Mk.I ont été produits entre 1989 et 1998[4].

- Anza Mk..II : Un MANPADS de troisième génération[26], qui semblerait être basé sur le missile QW-1 Vanguard chinois[27]. Il utilise une tête chercheuse infrarouge à double bande et balayages croisés pour contrer l'effet des fusées éclairantes (leurres thermiques)[28]. Il est aussi suspecté d'employer de la technologie missile américaine[29]. Approximativement 1 650 Anza Mk.II ont été produits entre 1994 et 2012[30].

- Anza Mk-III : Supposé être développé sur la base du QW-2 chinois[31]. Des modifications ont été faites pour correspondre aux requêtes de l'armée pakistanaise. Il inclut une nouvelle unité de mise à feu, similaire à celle du missile Igla russe[32],[33]. Il dispose d'une capacité d'attaque « tous-aspects »[Note 1] et une résistance importante aux contre-mesures évoluées[10]. Il existe aussi dans une variante montée sur véhicules.

### Spécifications techniques
|                                                               | Anza Mk.I                                                                | Anza Mk.II                                                               | Anza Mk.III                                                              |
| Longueur (missile + booster)                                  | 1,44 m                                                                   | 1,447 m                                                                  | 1,59 m                                                                   |
| Masse (lanceur et missile)                                    | 15 kg                                                                    | 16,5 kg                                                                  | 18 kg                                                                    |
| Masse du missile                                              | 9,8 kg                                                                   | 10,68 kg                                                                 | 11,32 kg                                                                 |
| Propulsion                                                    | moteur-fusée à carburant solide à deux étages (propulseur + booster)     | moteur-fusée à carburant solide à deux étages (propulseur + booster)     | moteur-fusée à carburant solide à deux étages (propulseur + booster)     |
| Guidage                                                       | Capteur infrarouge au sulfure de plomb (PbS) non refroidi                | Capteur infrarouge à l'antimoniure d'indium (InSb) refroidi              | Capteur infrarouge double bande                                          |
| Charge militaire                                              | à fragmentation (dont 0,37 kg de charge HE) contact + fusée de proximité | à fragmentation (dont 0,55 kg de charge HE) contact + fusée de proximité | à fragmentation (dont 1,42 kg de charge HE) contact + fusée de proximité |
| Vitesse de croisière                                          | 500 m/s                                                                  | 600 m/s                                                                  | > 600 m/s                                                                |
| Facteur de charge                                             | 6 g                                                                      | 16 g                                                                     | -                                                                        |
| Auto-destruction                                              | de 14 à 17 s                                                             | de 14 à 18 s                                                             |                                                                          |
| Portée oblique                                                | de 1 200 m à 4 200 m                                                     | de 500 m à 5 000 m                                                       | 6 000 m                                                                  |
| Altitude                                                      | de 50 m à 2 300 m                                                        | de 30 m à 4 000 m                                                        | de 10 m à 3 500 m                                                        |
| Temps de réaction de l'arme                                   | 5 s                                                                      | 3,5 s                                                                    | 3,5 s                                                                    |
| Temps de mise en œuvre (depuis le dos du soldat jusqu'au tir) | 10 s                                                                     | 10 s                                                                     | 10 s                                                                     |
| Vie de la batterie                                            | 40 s                                                                     | 50 s                                                                     | 50 s                                                                     |

## Histoire opérationnelle
Au cours du conflit de Kargil, le missile Anza Mk.II sera utilisé contre les avions indiens. Le 27 mai 1999, un MiG-27 de la force aérienne indienne sera abattu par les forces de défense aérienne de l'armée pakistanaise, alors qu'il était en mission de recherche pour retrouver le pilote d'un MiG-21 qui s'était éjecté à la suite d'une extinction moteur.
En décembre 2001, on a signalé que des soldats indiens du groupement anti-terroriste Rashtriya Rifles avaient trouvé un Anza Mk.I dans une cache de militants près de la ligne de contrôle de Kupwara, dans le Cachemire. Un système Anza avait déjà été trouvé dans une cache de militants par les soldats de l'armée indienne en 2001. Le Pakistan refusa de dire qu'il fournissait des missiles aux militants,,.
Des rapports ont circulé, stipulant qu'un missile Anza avait été tiré en 2002 sur un avion Antonov An-32 de la force aérienne indienne, au-dessus de la ligne de contrôle. L'avion a pu se poser en sécurité.
En 2004, l'assistant du ministère de la défense saoudien, le prince Khaled ben Sultan Al Saoud et le ministre de la défense du Pakistan Rao Sikandar Iqbal avaient été en pourparlers pour une production commune du missile.
En 2008, l'armée pakistanaise mena des exercices de tir avec l'Anza Mk.II dans une aire semi-désertique près de Muzaffargarh, en réponse aux attaques américaines effectuées par des drones sur des cibles au Nord-Ouest du pays. En novembre 2008, le chef des forces aériennes pakistanaises affirme, devant les journalistes, que ses unités sont parfaitement en mesure d'abattre les drones américains mais qu'il était de la responsabilité du gouvernement de décider si les attaques de drones étaient stoppées par la diplomatie ou la force militaire. Lors des exercices Azm-e-Nau 3 de 2010, la défense aérienne de l'armée du Pakistan mit en valeur le ciblage précis du missile Anza contre des avions ennemis en position d'attaque.

## Utilisateurs
Malaisie
- Armée de libération des peuples de Malaisie - 1 500 Anza Mk.III livrés, faisant partie du contrat de 446 millions de Ringgits (135,1 millions de dollars américains) passé avec le Pakistan[45], utilisés pour armer les soldats de la 10e brigade parachutiste[46].

 Pakistan
- Forces armées pakistanaises - Une quantité importante de missiles Anza (toutes versions confondues) est supposée être en service[9].